# Maurice de Berkeley, 2. Baron Berkeley

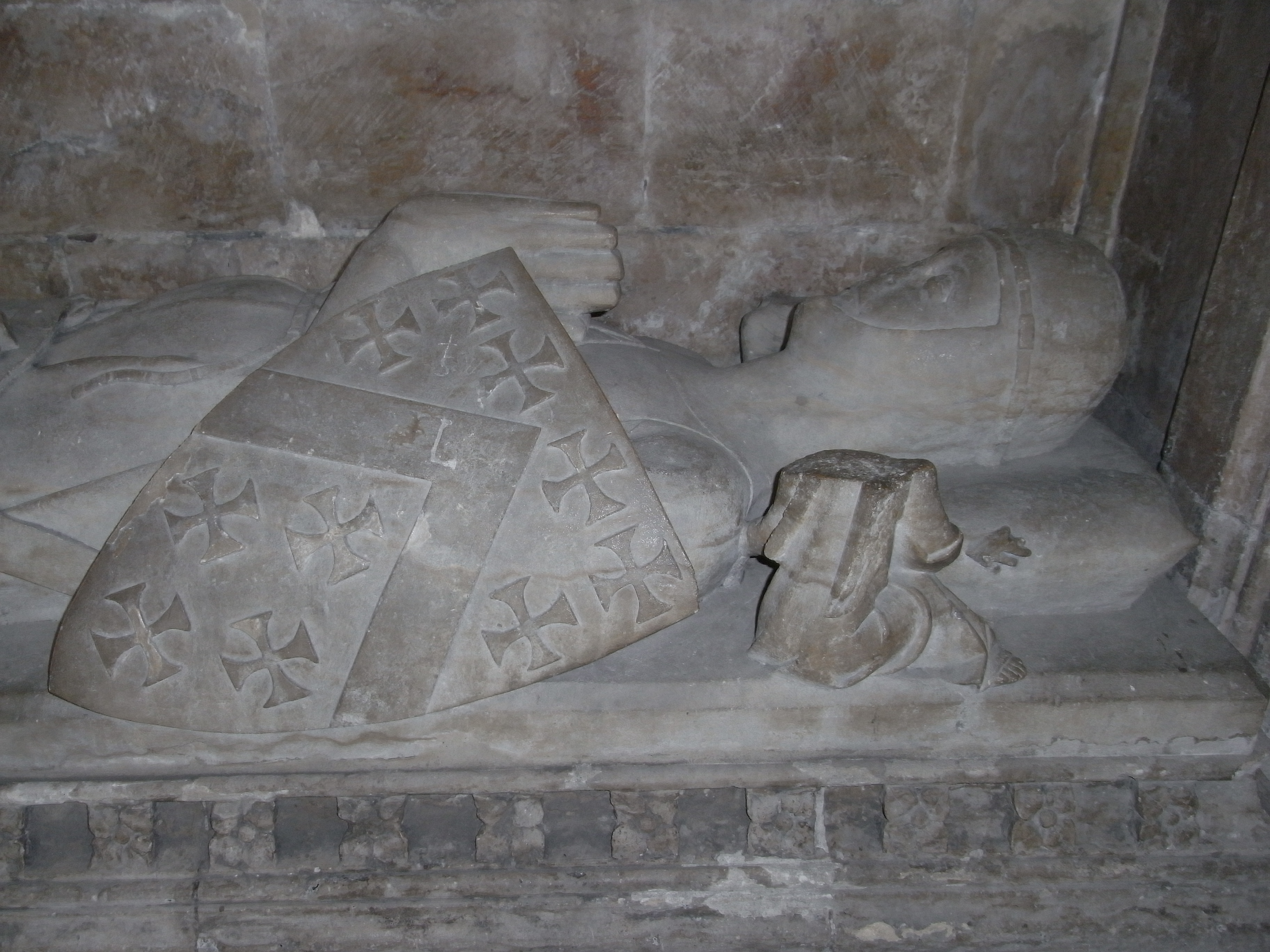
Grabdenkmal von Maurice de Berkeley in der Kathedrale von Bristol

Maurice de Berkeley, 2. Baron Berkeley, genannt the Magnaminous, (* April 1271; † 31. Mai 1326 in Wallingford Castle) war ein englischer Adliger und Rebell.

## Herkunft und frühe politische Tätigkeit
Maurice de Berkeley entstammte der Familie Berkeley, die im 13. und 14. Jahrhundert zu den einflussreichsten Familien in Gloucestershire und in den südlichen Welsh Marches gehörte. Er war ein Sohn von Thomas de Berkeley, 1. Baron Berkeley und von dessen Frau Joan de Ferrers. Noch zu Lebzeiten seines Vaters wurde Maurice ab 1295 wie sein Vater durch writ of Summons zu Parlamenten geladen. Es gibt zwar keinen Nachweis, ob er zu Lebzeiten seines Vaters tatsächlich an einer Parlamentsversammlung teilgenommen hat. Thomas de Berkeley starb erst 1321, doch ab 1308 galt Maurice als Baron Berkeley aus eigenem Recht. 1308 nahm er an der Krönung von Eduard II. teil.

## Dienst als Militär

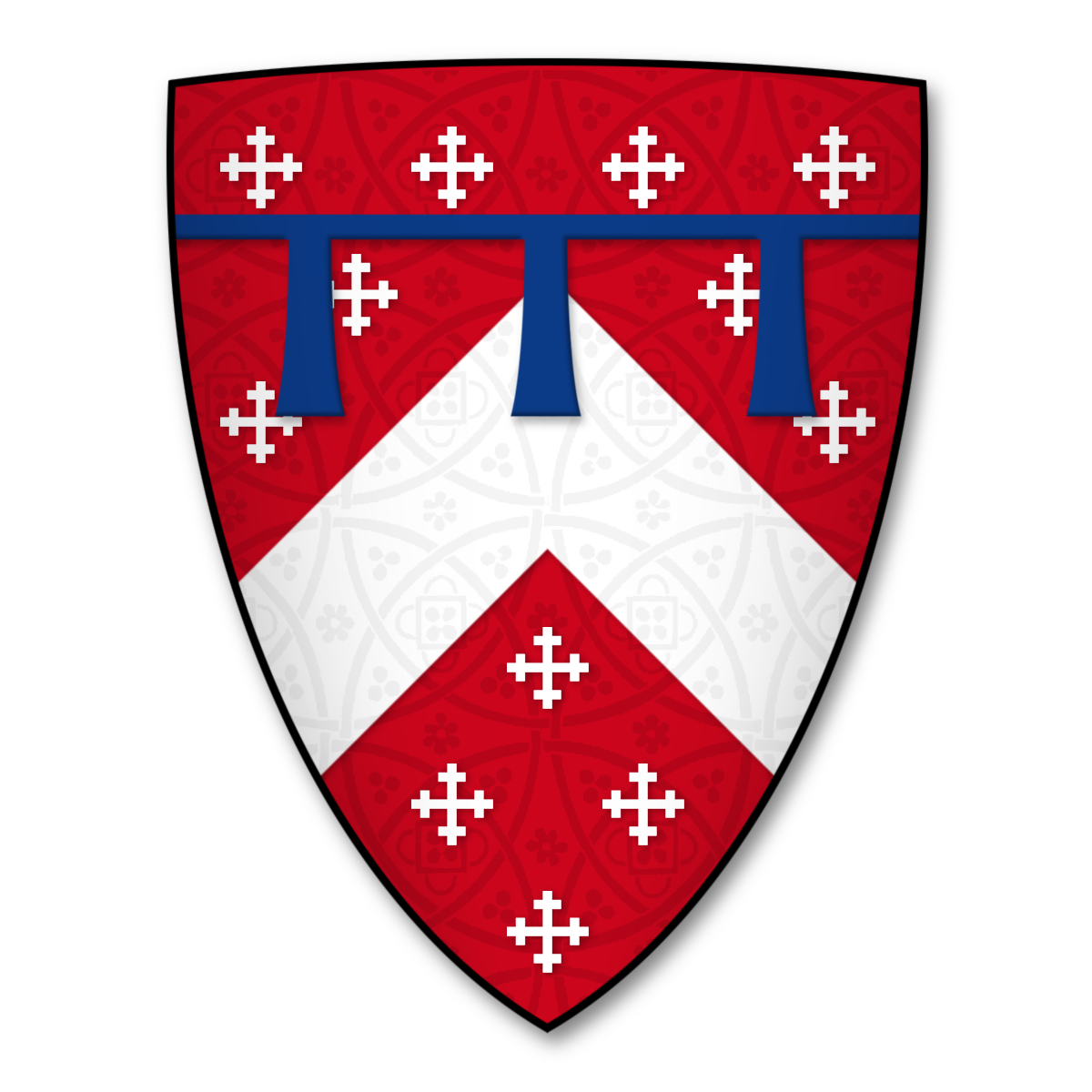
Wappen von Maurice de Berkeley, das er zu Lebzeiten seines Vaters führte

Ab 1295 nahm Berkeley während des Schottischen Unabhängigkeitskriegs an mehreren Feldzügen nach Schottland teil. Über seinen Vater, der nicht nur ein Kronvasall, sondern auch ein Vasall von Aymer de Valence, 2. Earl of Pembroke war, kam Maurice de Berkeley in den Dienst von Pembroke. 1297 leistete er einen Treueschwur gegenüber Pembroke, und 1297, 1298, 1299 und 1308 gehörte er in den Kriegen in Frankreich und Schottland zu dessen militärischen Gefolge. Der einflussreiche Pembroke belohnte Berkeleys Dienste, indem er ihm 1312 die Aufsicht über die Stadt Gloucester verschaffte. Im Gefolge von Pembroke nahm Berkeley im Juni 1314 an der Schlacht von Bannockburn teil. Anders als sein Vater und seine eigenen Söhne Thomas und Maurice, die in schottische Gefangenschaft gerieten, entkam Berkeley mit einem großen Gefolge von walisischen Fußsoldaten. Am 18. April 1315 wurde er für ein Jahr zum Kommandanten der Garnison von Berwick ernannt, einer der wichtigsten Grenzstädte zu Schottland. Er fand die Garnison aber in so schlechter Verfassung vor, dass er dem König im September informierte, dass er ohne Geld für die Soldzahlungen und ohne Nachschub an Lebensmitteln die Stadt bald räumen müsse. Den folgenden Winter berichtete Berkeley dem König noch mehrmals über die schlechte Lage in Berwick. Dennoch konnte Berkeley am 7. Januar 1316 einen schottischen Angriff unter König Robert Bruce abwehren. Nach einem Jahr wurde Berkeley als Kommandant von Berwick abgelöst und stattdessen durch den Einfluss von Pembroke im Juni 1316 zum Justiciar von Südwales ernannt. In dieser Funktion belagerte er im Juli 1316 zusammen mit Roger Mortimer of Wigmore und John Charlton Bristol, deren Bürger gegen Bartholomew de Badlesmere, den Kommandanten von Bristol Castle rebellierten. Nach einwöchiger Belagerung ergab sich die Stadt am 26. Juli.

## Vergeblicher Anspruch auf einen Teil des Clare-Erbes
Im Dezember 1314 war Berkeleys erste Frau gestorben. 1316 oder 1317 hatte er die über fünfzigjährige Isabel de Clare geheiratet, eine Tochter von Gilbert de Clare, 3. Earl of Gloucester aus dessen ersten Ehe mit Alice de Lusignan. Sie brachte ihre Besitzungen Bromsgrove und Norton in Worcestershire sowie Stanley in Gloucestershire mit in die Ehe, aus denen se etwa £ 100 jährliche Einkünfte hatte. 1307 hatte ihr Halbbruder Gilbert de Clare, 4. Earl of Gloucester ihr dazu die Güter von Shipton und Burford in Oxfordshire sowie Einkünfte aus weiteren Rechten geschenkt. Es waren aber wohl nicht nur diese Güter, die Berkeley zu dieser Heirat bewogen hatten, sondern vor allem die Hoffnung, einen Anteil des Clare-Erbes zu erhalten. Isabels Halbbruder, der 4. Earl of Gloucester, war 1314 kinderlos in der Schlacht von Bannockburn gefallen, und nun sollte das reiche Erbe unter seinen Schwestern aufgeteilt werden. Allerdings hatte Isabels Vater bei seiner zweiten Heirat mit der Königstochter Johanna einen Vertrag geschlossen, nachdem seine Kinder aus erster Ehe, also Isabel und ihre Schwester Joan vom Erbe ausgeschlossen wurden. Offenbar glaubte Berkeley nun, dass dieser Ausschluss vom Erbe nicht rechtmäßig war. Wahrscheinlich rechnete er damit, dass der Earl of Pembroke seine Ansicht unterstützen würde. Pembroke war zum einen mit Isabel de Clare über deren Mutter verwandt und zum anderen der langjährige Lehns- und damit ein Schutzherr der Berkeleys, dazu hatte er zu dieser Zeit beträchtlichen Einfluss am Königshof. Pembroke hielt sich jedoch streng an geschlossene Verträge, weshalb Isabel für ihn vom Erbe ausgeschlossen blieb. Im November 1317 wurde das Clare-Erbe unter den drei Halbschwestern von Isabel aufgeteilt, die alle mit königlichen Günstlingen verheiratet waren, während Berkeleys Anspruch unberücksichtigt blieb.

## Fehde gegen den Earl of Pembroke
Nachdem der Earl of Pembroke Berkeleys Anspruch auf einen Teil des Clare-Erbes nicht unterstützt hatte, wollte Berkeley sich offenbar an Pembroke rächen. Berkeley war dazu im Oktober 1317 als Justiciar von Südwales entlassen worden, nachdem auf Betreiben von Pembroke Roger Mortimer of Chirk dieses einträgliche Amt erhalten hatte. Während Pembroke nun im Auftrag des Königs in Mittelengland mit dem Earl of Lancaster verhandelte, überfielen Maurice und sein Bruder Thomas zusammen mit mehreren anderen Mitgliedern der Familie sowie mit weiteren Unterstützern, darunter dem königlichen Ritter Thomas Gurney, John Maltravers der Jüngere und weiteren Männern am 31. Juli 1318 den Jagdpark von Pembrokes Gut Painswick in Gloucestershire, wo die Angreifer schwere Verwüstungen anrichteten. Pembroke wandte sich darauf an König Eduard II., der am 8. August vier königliche Richter mit der Untersuchung des Falls beauftragte. Die einflussreiche Familie Berkeley nutzte jedoch jede Möglichkeit, das Gerichtsverfahren zu verhindern oder zu verschleppen. Am 30. Dezember 1318 beschwerte sich Pembroke beim königlichen Kanzler John Hotham, dass in dem Fall bislang nichts geschehen sei. Daraufhin wurde Pembroke am 11. Januar 1319 zugesichert, dass er Entschädigungen aus den Besitzungen der verantwortlichen Übeltäter erhalten würde, und am 14. Januar wurde eine neue Gerichtskommission berufen. Diese Kommission benannte rasch 22 der Angreifer, und am 18. April wurden 30 weitere Personen namentlich genannt, die an dem Angriff beteiligt gewesen sein sollen. Darunter gehörten neben Maurice und Thomas Berkeley weitere Mitglieder der Familie wie Thomas de Berkeley of Beoly und Robert de Berkeley of Arlingham. Obwohl zwischen dem 21. Juni und dem 3. Juli 1319 John Aymot, der Anwalt Pembrokes, die Berkeleys zu neun Terminen geladen hatte, um den Streit zu schlichten, erschienen weder diese noch ihre Anhänger zu einem dieser Termine. Daraufhin lud der Sheriff von Gloucestershire auf Befehl der Richter bis Oktober 1319 die Berkeleys zu vier Gerichtsterminen, zu denen sie ebenfalls nicht erschienen. Daraufhin wurden Maurice und sein Bruder Thomas am 1. Oktober geächtet. Die Richter konnten aber am 5. November keine Strafe für die Berkeleys verkünden, weil alle Coroner von Gloucestershire von Thomas und Maurice de Berkeley, von John Maltravers oder von Thomas de Gurney gefangen genommen worden waren. Daraufhin beauftragten die Richter den Sheriff, die Beschuldigten für den 20. Februar 1319 nach Lechlade vorzuladen. Zu diesem Termin erschienen die Berkeleys und ihre Anhänger, doch sie bestritten jede Beteiligung an dem Überfall auf Painswick. Daraufhin sollte eine aus Einwohnern aus Painswick gebildete Jury die Wahrheit herausfinden, doch die Bewohner waren von den Berkeleys so eingeschüchtert worden, dass der Sheriff bis Juli 1320 trotz fünf Versuchen keine Jury zusammenstellen konnte. Obwohl die Richter mindestens bis August 1320 weiter versuchten, den Überfall auf Painswick aufzuklären, blieb das Verfahren ergebnislos. In der Zwischenzeit hatten einige der Angreifer in direkten Verhandlungen mit Pembroke diesem Entschädigungen zugestanden, weil sie angeblich Kontakte zu den Angreifern gehabt hätten. Auf diesem Wege versprachen Maurice und Thomas de Berkeley im Februar 1320, £ 150 an Pembroke zu zahlen. Mit dieser und anderen Zahlungen bekam Pembroke nach langem Rechtsstreit wenigstens einen Teil seiner Schäden ersetzt. Das gute Verhältnis zwischen den Berkeleys und Pembroke war aber zerstört.

## Gefolgsmann von Roger Mortimer of Wigmore und Teilnahme am Despenser War

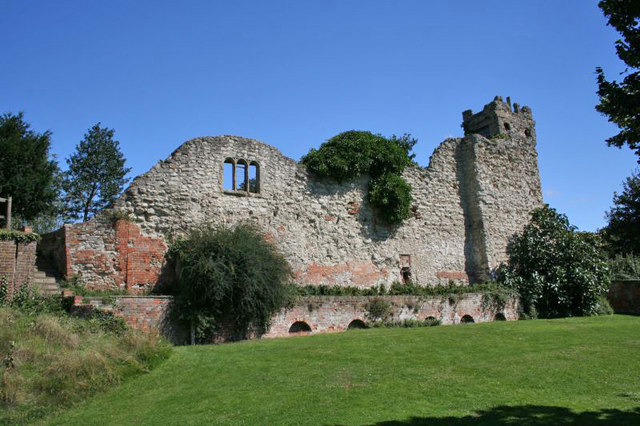
Wallingford Castle, wo Berkeley in Gefangenschaft starb, wurde während des Englischen Bürgerkriegs im 17. Jahrhundert zerstört

Stattdessen gehörte Maurice de Berkeley ab 1318 zum Gefolge des mächtigen Marcher Lord Roger Mortimer of Wigmore. Diese Verbindung wurde im Mai 1319 durch die Heirat seines Sohns Thomas de Berkeley mit Mortimers Tochter Margaret gefestigt. Im Februar 1320 ernannte der König Berkeley zum Seneschall der Gascogne. Ob Berkeley dieses Amt wahrgenommen hat, ist unklar, denn im Frühjahr 1321 gehörte er wie Roger Mortimer zu den Marcher Lords, die im Despenser War die Besitzungen des verhassten königlichen Günstlings Hugh le Despenser plünderten. Berkeley nahm sicher auch aus eigenem Interesse an dem Angriff teil, weil Despenser als Ehemann einer der Halbschwestern seiner Frau Glamorgan und andere Besitzungen aus dem Clare-Erbe erhalten hatte. Nach dem Angriff auf die Besitzungen von Despenser nahm Berkeley an dem Treffen in Sherburn-in-Elmet teil, bei dem der Earl of Lancaster versuchte, die nordenglischen Barone mit den Marcher Lords zu verbünden. Wie die anderen Marcher Lords wurde Berkeley im Sommer 1321 vom König für seine Vergehen begnadigt, doch ab Herbst 1321 ging der König militärisch gegen die Rebellen vor. Nachdem sich Roger Mortimer im Januar 1322 dem König ergeben musste, ergab sich auch Berkeley zusammen mit Hugh Audley dem Älteren nach dem 6. Februar in Gloucester. Seinen Besitz übergab der König dem jüngeren Despenser.

## Gefangenschaft und Tod
Während Roger Mortimer im Tower of London inhaftiert wurde, wurden Maurice de Berkeley und Hugh Audley nach Wallingford Castle gebracht. Dort versuchten im Januar 1323 Freunde und Vasallen von ihm, ihn zu befreien. Unter einem Vorwand besuchte Roger Wauton zusammen mit anderen Männern den Gefangenen. Sie luden den Kommandanten der Burg zum Essen ein und überwältigten ihn und die unvorsichtigen Wachen mit Waffen, die sie heimlich in die Burg geschmuggelt hatten. Anschließend ließen sie zwanzig weitere Anhänger Berkeleys in die Burg. Einem Jungen aus der Burg gelang es aber, den Mayor der Stadt Wallingford zu alarmieren. Diese blockierten daraufhin Berkeley und seine Unterstützer in der Burg und alarmierten den König. Der Earl of Kent und der Earl of Winchester belagerten daraufhin die Burg, bis sich die Verschwörer um den 25. Januar ergaben. Sie hatten sich in das Kirchenasyl der Burgkapelle geflüchtet, wo sie jedoch ergriffen wurde. Roger Wauton und zwei weitere Verschwörer wurden zum König gebracht, der sie durch Hängen hinrichten ließ. Die Aktion sollte vielleicht die Gefangennahme des Earl of Winchester vorbereiten, der zu der Zeit in der Nähe war, möglicherweise war sie sogar Teil eines größer geplanten Staatsstreichs, bei dem auch Windsor Castle und der Tower of London besetzt werden und die dortigen Gefangenen, darunter Roger Mortimer of Wigmore, befreit werden sollten. Berkeley starb in Gefangenschaft, wenige Monate bevor Roger Mortimer of Wigmore mit einem Heer in England landete und die Herrschaft von Eduard II. und der beiden Despensers stürzte.

## Familie und Nachkommen
Berkeley hatte 1289 in erster Ehe Eva la Zouche († 1314), eine Tochter von Eudo de la Zouche und von dessen Frau Millicent de Cauntelo geheiratet. Mit ihr hatte er mehrere Kinder, darunter:
- Thomas de Berkeley, 3. Baron Berkeley (um 1293–1361)
- John de Berkeley
- Sir Maurice de Berkeley (1298–1347)
- Isabel de Berkeley († 1362)

1. ⚭ Robert de Clifford, 3. Baron Clifford
2. ⚭ Thomas de Musgrave, 1. Baron Musgrave

- Millicent de Berkeley ⚭ John Maltravers, 1. Baron Maltravers

Seine zweite Ehe mit Isabel de Clare blieb kinderlos.
Nach dem Sturz von Eduard II. erhielt Berkeleys ältester Sohn Thomas de Berkeley die Besitzungen und den Titel seines Vaters zurück. Maurice de Berkeley wurde in Bristol Abbey beigesetzt. Roger Mortimer übergab den gestürzten König in Thomas de Berkeleys Obhut, in der er dann wohl ermordet wurde.